# Beaufort-Blavincourt
Beaufort-Blavincourt és un municipi francès situat al departament del Pas de Calais i a la regió dels Alts de França. L'any 2007 tenia 430 habitants.

## Demografia

### Població
El 2007 la població de fet de Beaufort-Blavincourt era de 430 persones. Hi havia 162 famílies de les quals 28 eren unipersonals (8 homes vivint sols i 20 dones vivint soles), 65 parelles sense fills, 57 parelles amb fills i 12 famílies monoparentals amb fills.
La població ha evolucionat segons el següent gràfic:
Habitants censats

### Habitatges
El 2007 hi havia 174 habitatges, 164 eren l'habitatge principal de la família, 3 eren segones residències i 7 estaven desocupats. Tots els 174 habitatges eren cases. Dels 164 habitatges principals, 150 estaven ocupats pels seus propietaris, 13 estaven llogats i ocupats pels llogaters i 1 estava cedit a títol gratuït; 2 tenien dues cambres, 25 en tenien tres, 31 en tenien quatre i 105 en tenien cinc o més. 116 habitatges disposaven pel capbaix d'una plaça de pàrquing. A 68 habitatges hi havia un automòbil i a 81 n'hi havia dos o més.

### Piràmide de població
La piràmide de població per edats i sexe el 2009 era:
| Homes | Edats   | Dones |
| ----- | ------- | ----- |
| 0     | 95 o +  | 0     |
| 0     | 90 a 94 | 0     |
| 0     | 85 a 89 | 0     |
| 0     | 80 a 84 | 4     |
| 16    | 75 a 79 | 8     |
| 12    | 70 a 74 | 16    |
| 12    | 65 a 69 | 12    |
| 0     | 60 a 64 | 4     |
| 4     | 55 a 59 | 0     |
| 20    | 50 a 54 | 20    |
| 12    | 45 a 49 | 8     |
| 12    | 40 a 44 | 16    |
| 28    | 35 a 39 | 20    |
| 12    | 30 a 34 | 16    |
| 8     | 25 a 29 | 8     |
| 8     | 20 a 24 | 8     |
| 12    | 15 a 19 | 8     |
| 4     | 10 a 14 | 20    |
| 8     | 5 a 9   | 16    |
| 20    | 0 a 4   | 16    |

## Economia
El 2007 la població en edat de treballar era de 277 persones, 206 eren actives i 71 eren inactives. De les 206 persones actives 195 estaven ocupades (105 homes i 90 dones) i 10 estaven aturades (6 homes i 4 dones). De les 71 persones inactives 26 estaven jubilades, 23 estaven estudiant i 22 estaven classificades com a «altres inactius».

### Ingressos
El 2009 a Beaufort-Blavincourt hi havia 162 unitats fiscals que integraven 410 persones, la mediana anual d'ingressos fiscals per persona era de 18.360 €.

### Activitats econòmiques
Dels 4 establiments que hi havia el 2007, 1 era d'una empresa de fabricació de material elèctric, 1 d'una empresa de comerç i reparació d'automòbils, 1 d'una empresa de serveis i 1 d'una empresa classificada com a «altres activitats de serveis».
L'únic servei als particulars que hi havia el 2009 era una perruqueria.
L'únic establiment comercial que hi havia el 2009 era una botiga de mobles.
L'any 2000 a Beaufort-Blavincourt hi havia 10 explotacions agrícoles que ocupaven un total de 371 hectàrees.

## Poblacions properes
El següent diagrama mostra les poblacions més properes.